# Episodi di Chicago P.D. (nona stagione)
La nona stagione della serie televisiva Chicago P.D., composta da 22 episodi, viene trasmessa in prima visione negli Stati Uniti d'America da NBC dal 22 settembre 2021 al 25 maggio 2022.
In Italia viene trasmessa da Sky Serie dal 16 novembre 2021 al 2 agosto 2022. In chiaro viene trasmessa su Italia 1 dal 18 luglio 2022 al 23 giugno 2023 in prima serata.
| nº | Titolo originale   | Titolo italiano         | Prima TV USA      | Prima TV Italia  |
| -- | ------------------ | ----------------------- | ----------------- | ---------------- |
| 1  | Closure            | Tutto finito            | 22 settembre 2021 | 16 novembre 2021 |
| 2  | Rage               | Rabbia                  | 29 settembre 2021 | 23 novembre 2021 |
| 3  | The One Next to Me | Doppio gioco            | 6 ottobre 2021    | 30 novembre 2021 |
| 4  | In the Dark        | Nell'oscurità           | 13 ottobre 2021   | 7 dicembre 2021  |
| 5  | Burnside           | Burnside                | 20 ottobre 2021   | 14 dicembre 2021 |
| 6  | End of Watch       | Fine turno              | 27 ottobre 2021   | 21 dicembre 2021 |
| 7  | Trust Me           | Fidati di me            | 3 novembre 2021   | 28 dicembre 2021 |
| 8  | Fractures          | Schegge                 | 10 novembre 2021  | 4 gennaio 2022   |
| 9  | A Way Out          | Una via d'uscita        | 8 dicembre 2021   | 11 gennaio 2022  |
| 10 | Home Safe          | Sana e salva            | 5 gennaio 2022    | 18 gennaio 2022  |
| 11 | Lies               | Bugie                   | 12 gennaio 2022   | 25 gennaio 2022  |
| 12 | To Protect         | Al fine di proteggere   | 19 gennaio 2022   | 24 maggio 2022   |
| 13 | Still Water        | Un'agghiacciante verità | 23 febbraio 2022  | 31 maggio 2022   |
| 14 | Blood Relation     | Legami di sangue        | 2 marzo 2022      | 7 giugno 2022    |
| 15 | Gone               | Scomparsa               | 9 marzo 2022      | 14 giugno 2022   |
| 16 | Closer             | Più vicini              | 16 marzo 2022     | 21 giugno 2022   |
| 17 | Adrift             | Alla deriva             | 6 aprile 2022     | 28 giugno 2022   |
| 18 | New Guard          | Nuova guardia           | 13 aprile 2022    | 5 luglio 2022    |
| 19 | Fool's Gold        | Niente è come sembra    | 20 aprile 2022    | 12 luglio 2022   |
| 20 | Memory             | Ricordi                 | 11 maggio 2022    | 19 luglio 2022   |
| 21 | House Of Cards     | Castello di carte       | 18 maggio 2022    | 26 luglio 2022   |
| 22 | You And Me         | Tu ed io                | 25 maggio 2022    | 2 agosto 2022    |

## Tutto finito
- Titolo originale: Closure
- Diretto da: Vince Misiano
- Scritto da: Rick Eid & Gwen Sigan

### Trama
Mentre Burgess lotta per la vita al Chicago Med, Ruzek cerca di tenere all'oscuro dell'incidente la figlia di Burgess, Makayla. Voight e Upton si scontrano sulla gestione di quanto successo la notte precedente, quando l'aggressore di Burgess è stato prima interrogato da Voight e poi ucciso da Upton per legittima difesa .Nel frattempo, il vice sovrintendente Miller insiste affinché Walton venga assicurata alla giustizia per gli omicidi di suo figlio e di altre tre persone. Le circostanze si complicano quando un socio di Walton prende in ostaggio una donna e chiede di denunciare le azioni di Voight e Upton in cambio della sua sicurezza.

## Rabbia
- Titolo originale: Rage
- Diretto da: Chad Saxton
- Scritto da: Gavin Harris & Matthew Newman

### Trama
Lo stupro e l'omicidio di un'informatrice che lavorava con Ruzek si rivelano essere uno dei tanti casi di aggressioni sessuali e omicidi apparentemente casuali, in cui le vittime erano tutte ex detenute dello stesso agente di libertà vigilata. Quando una vittima riesce a sfuggire all'aggressore, Voight chiede a Burgess di aiutarla a identificarlo. Dopo aver incontrato la vittima, Burgess è determinata a restituirle un senso di sicurezza. Nel frattempo, però Kim continua ad affrontare le sue ferite, seppur con il supporto di Ruzek, e a preoccuparsi per il suo futuro nell'Unità di Intelligence.

## Doppio gioco
- Titolo originale: The one next to me
- Diretto da: Bethany Rooney
- Scritto da: Scott Gold

### Trama
Un ex collega dell'esercito di viene indagato dalla polizia di Chicago per un esplosione in cui è rimasto coinvolto. Questo porta Halstead a rivivere il suo passato. Intanto Il dolore e il rimorso per il suo ruolo nella morte di Walton iniziano a pesare pesantemente su Upton.

## Nell'oscurità
- Titolo originale: In the dark
- Diretto da: Carl Seaton
- Scritto da:Gwen Sigan

### Trama
Upton pensa di dire ad Halstead dell'omicidio di Walton, ma ci ripensa, quando un sospettato rischia il suicidio durante la custodia cautelare, dopo che Upton gli ha rivelato più informazioni del dovuto. Halstead inizia a sospettare che Voight possa essere coinvolto. Nel frattempo, l'unità di intelligence indaga su un caso di traffico di bambini. Durante l'arresto del sospettato, Upton ha un attacco di panico, mentre Jay affronta Voight e lo colpisce a pugni.

## Burnside
- Titolo originale: Burnside
- Diretto da: Brenna Malloy
- Scritto da: Ike Smith

### Trama
L'unità di intelligence indaga su una sparatoria mortale. Intanto, Atwater scopre che la sua nuova ragazza potrebbe essere coinvolta nel caso ed è costretto ad agire sotto copertura.

## Fine turno
- Titolo originale: End of Watch
- Diretto da: Marc Roskin
- Scritto da: Gavin Harris

### Trama
Ruzek incontra un agente di polizia, suo mentore in passato, e gli chiede aiuto per un caso che coinvolge la criminalità organizzata. Voight e Burgess sospettano che i recenti problemi finanziari dell'agente gli abbiano fatto perdere la sua identità di poliziotto e che per questo potrebbe ostacolare la risoluzione del caso.

## Fidati di me
- Titolo originale: Trust Me
- Diretto da: Chad Saxton
- Scritto da: Matthew Newman

### Trama
L'unità di intelligence indaga su un giro di droga a Chicago e Voight si rivolge a un informatore confidenziale per ottenere aiuto nel caso. Voight scopre presto che la sua informatrice potrebbe essere coinvolta a sua volta nel giro di droga.

## Schegge
- Titolo originale: Fractures
- Diretto da: Charles S. Carroll
- Scritto da: Scott Gold

### Trama
L'FBI inizia a indagare sulla scomparsa di Roy Walton con la collaborazione del resto dell'unità di intelligence. Upton inizia a preoccuparsi per il suo lavoro e quello di Halstead mentre le indagini proseguono. Nel frattempo, la squadra indaga sull'omicidio di un padre ucciso davanti alle sue due figlie piccole.

## Una via d'uscita
- Titolo originale: A Way Out
- Diretto da: Lisa Robinson
- Scritto da: Gwen Sigan

### Trama
L'unità di intelligence indaga sulla sparatoria su un autobus locale in cui l'autista è morto. Nel frattempo, con la pressione dell'FBI ,Voight e Halstead cercano di escogitare un piano per mettere in salvo se stessi e Upton. L'episodio si conclude con Upton e Halstead che rivelano di essersi sposati in segreto.

## Sana e salva
- Titolo originale: Home Safe
- Diretto da: Lisa Demainen
- Scritto da: Elena Perez

### Trama
L'unità di intelligence è alla ricerca di una bambina scomparsa per quella che si rivela una situazione complicata e scomoda. Nel frattempo, Ruzek e Burgess sono sconvolti nello scoprire che lo zio di Makayla ne sta chiedendo la custodia. Inoltre, Halstead e Upton rivelano all'unità il loro matrimonio.

## Bugie
- Titolo originale: Lies
- Diretto da: Eif Rivera
- Scritto da: sceneggiatura: Ike Smith, storia: Gavin Harris & Ike Smith

### Trama
L'Unità indaga su un caso di traffico di droga legato a combattimenti clandestini. Atwater è indeciso se rivelare o meno la sua professione alla fidanzata Celeste.

## Al fine di proteggere
- Titolo originale: To Protect
- Diretto da: Bethany Rooney
- Scritto da: Gavin Harris

### Trama
Voight tenta di nuovo di smantellare la violenta gang dei Los Temidos, ma la sua ex informatrice Anna Avalos viene minacciata mentre è sotto copertura e Voight teme che le sue passate esperienze con la gang potrebbero portare dei problemi.

## Un'agghiacciante verità
- Titolo originale: Still Water
- Diretto da: Chad Saxton
- Scritto da: Gwen Sigan

### Trama
Upton assiste a un incidente stradale dove un auto finisce nel fiume, si precipita in soccorso, ma è costretta ad abbandonare uno dei due occupanti intrappolati. In seguito scopre qualcosa di orribile sulla persona che è riuscita a salvare.

## Legami di sangue
- Titolo originale: Blood Relation
- Diretto da: Guy Ferland
- Scritto da: Scott Gold

### Trama
L'Unità di Intelligence si ritrova sulle tracce di un astuto membro di una setta che ha fatto il lavaggio del cervello e sfruttato donne in difficoltà per uccidere coloro che riteneva gli avessero fatto del male. Nel frattempo, Burgess, con il supporto di Ruzek, combatte contro lo zio biologico di Makayla per la custodia e vince, ma mentre lei e Ruzek tornano a casa per festeggiare, scoprono che la babysitter di Makayla è gravemente ferita e che Makayla è scomparsa.

## Scomparsa
- Titolo originale: Gone
- Diretto da: Brenna Malloy
- Scritto da: Matthew Newman

### Trama
L'unità cerca di scoprire chi ha rapito Makayla e scopre che il suo padre biologico incarcerato, Tariq, ha orchestrato il rapimento per ottenere un riscatto da Theo, lo zio di Makayla, per saldare i suoi debiti di prigione; nel frattempo, Burgess e Ruzek si scontrano su come riavere indietro Makayla.

## Più vicini
- Titolo originale: Closer
- Diretto da: Chad Saxton
- Scritto da: Gwen Sigan

### Trama
Un giovane viene ucciso a colpi d'arma da fuoco fuori dal panificio di Javier Eskano, il boss dei Los Temidos su cui l'Unità di Intelligence sta indagando, Voight si affida alla sua informatrice Anna per scoprire se l'assassino e Eskano siano collegati. Complicazioni e sospetti sorgono quando l'assassino, ferito in precedenza da Halstead, torna al panificio in cerca di aiuto, costringendo Voight e Anna a prendere decisioni difficili per avvicinarsi a Eskano.

## Alla deriva
- Titolo originale: Adrift
- Diretto da: Marc Roskin
- Scritto da: Gavin Harris

### Trama
Ruzek va alla ricerca di Olivia, figlia del suo ex insegnante d'inglese, questo porta la squadra a indagare su una seria questione di droga che coinvolge uno spacciatore paranoico, Ruzek si infiltra nell'organizzazione sotto copertura ed è costretto a correre un rischio mortale per proteggere Olivia. Intanto Ruzek e Burgess sono ancora in disaccordo su come affrontare le conseguenze traumatiche del rapimento di Makayla.

## Nuova guardia
- Titolo originale: New Guard
- Diretto da: Takashi Doscher
- Scritto da: Scott Gold

### Trama
Halstead recluta Dante Torres dall'accademia di polizia e i due collaborano con il resto dell'unità di intelligence durante un'indagine. Tuttavia, Halstead e il resto della squadra si preoccupano sempre di più del passato di Torres.

## Niente è come sembra
- Titolo originale: Fool's Gold
- Diretto da: Bethany Rooney
- Scritto da: Ike Smith

### Trama
Quando un ricco residente viene trovato morto, l'unità di intelligence indaga per scoprire la verità, sospettando che dietro la storia ci possa essere qualcosa di più di quanto sembri.

## Ricordi
- Titolo originale: Memory
- Diretto da: Benny Boom
- Scritto da: Gwen Sigan

### Trama
Voight e l'unità di intelligence indagano su un caso irrisolto che riguarda uno sconvolgente crimine. Inoltre il caso preoccupa anche Burgess e Ruzek per la guarigione mentale di Makayla.

## Castello di carte
- Titolo originale: House of Cards
- Diretto da: Vince Misiano
- Scritto da: Gavin Harris

### Trama
Mentre la squadra si avvicina al boss della droga Javier Escano, Voight è costretto a mentire alla sua informatrice sotto copertura Anna per tenerla sulla retta via; la loro fiducia in declino minaccia un'operazione sempre più precaria.

## Tu e io
- Titolo originale: You and Me
- Diretto da: Chad Saxton
- Scritto da: Gwen Sigan

### Trama
Dopo un'esplosione che sconvolge il caso, la squadra si affretta a fermare Escano, mentre tutti sono arrivati al limite.